# Episodi di Due poliziotti a Palm Beach (quarta stagione)
La quarta stagione della serie televisiva Due poliziotti a Palm Beach è stata trasmessa in anteprima negli Stati Uniti d'America da USA Network tra il 18 settembre 1994 e il 19 marzo 1995.
| nº | Titolo originale           | Titolo italiano | Prima TV USA      | Prima TV Italia |
| -- | -------------------------- | --------------- | ----------------- | --------------- |
| 1  | Natural Selection (Part 1) |                 | 18 settembre 1994 |                 |
| 2  | Natural Selection (Part 2) |                 | 19 settembre 1994 |                 |
| 3  | Reluctant Witness          |                 | 26 settembre 1994 |                 |
| 4  | Maid Service               |                 | 2 ottobre 1994    |                 |
| 5  | Carrie & Jessie            |                 | 9 ottobre 1994    |                 |
| 6  | Where There's a Will...    |                 | 16 ottobre 1994   |                 |
| 7  | Red Flag                   |                 | 23 ottobre 1994   |                 |
| 8  | Ask the Dust               |                 | 30 ottobre 1994   |                 |
| 9  | The Mud-Queen Murders      |                 | 6 novembre 1994   |                 |
| 10 | School of Hard Rocks       |                 | 13 novembre 1994  |                 |
| 11 | Time Share                 |                 | 20 novembre 1994  |                 |
| 12 | Vengeance                  |                 | 4 dicembre 1994   |                 |
| 13 | Ghosts of the Past         |                 | 11 dicembre 1994  |                 |
| 14 | Pas de Deux                |                 | 8 gennaio 1995    |                 |
| 15 | Mrs. Carlisle              |                 | 15 gennaio 1995   |                 |
| 16 | Brother's Keeper           |                 | 22 gennaio 1995   |                 |
| 17 | Champagne on Ice           |                 | 29 gennaio 1995   |                 |
| 18 | I Know What Scares You     |                 | 19 febbraio 1995  |                 |
| 19 | New Blood                  |                 | 26 febbraio 1995  |                 |
| 20 | Community Service          |                 | 12 marzo 1995     |                 |
| 21 | Cadillac Jack              |                 | 12 marzo 1995     |                 |
| 22 | Into the Fire              |                 | 19 marzo 1995     |                 |